# Credit One Charleston Open 2025
Credit One Charleston Open 2025 byl tenisový turnaj ženského profesionálního okruhu WTA Tour, hraný v areálu Family Circle Tennis Center. Padesátý druhý ročník Charleston Open probíhal mezi 31. březnem a 6. dubnem 2025 v jihokarolínském Charlestonu. Jednalo se o největší výlučně ženskou událost v Severní Americe a jedinou na okruhu, která se konala na zelené antuce. Ročník 2025 se stal historicky prvním antukovým turnajem na túře WTA, jenž použil technologii elektronického čárového rozhodčího.
Turnaj dotovaný 1 064 510 dolary patřil do kategorie WTA 500. Nejvýše nasazenou singlistkou se opět stala světová čtyřka Jessica Pegulaová ze Spojených států. Jako poslední přímá účastnice do dvouhry nastoupila rumunská 74. hráčka žebříčku Irina-Camelia Beguová. Titulárním partnerem se počtvrté stal bankovní dům Credit One Bank sídlící v Las Vegas. V důsledku invaze Ruska na Ukrajinu na konci února 2022 řídící organizace tenisu ATP, WTA a ITF s grandslamy rozhodly, že ruští a běloruští tenisté mohou dále na okruzích startovat, ale do odvolání nikoli pod vlajkami Ruska a Běloruska.
V obou soutěžích potvrdily roli favoritek nejvýše nasazené, které si odvezly trofeje. Osmý singlovým titulem na okruhu WTA Tour, a prvním na antuce, zkompletovala Jessica Pegulaová trofeje ze všech tří používaných povrchů. V Charlestonu se stala desátou americkou šampionkou. Po skončení vystřídala na 3. místě žebříčku krajanku Gauffovou. Čtyřhru ovládly Lotyška Jeļena Ostapenková s Novozélanďankou Erin Routliffeová a získaly první společné turnajové vítězství.

## Rozdělení bodů a finančních odměn

### Rozdělení bodů
| Soutěž  | Soutěž | vítězky | finalistky | semifinalistky | čtvrtfinalistky | 16 v kole | 32 v kole | 48 v kole | Q  | Q2 | Q1 |
| ------- | ------ | ------- | ---------- | -------------- | --------------- | --------- | --------- | --------- | -- | -- | -- |
| dvouhra | [ 5 ]  | 500     | 325        | 195            | 108             | 60        | 32        | 1         | 25 | 13 | 1  |
| čtyřhra | [ 10 ] | 500     | 325        | 195            | 108             | 1         | —         | —         | —  | —  | —  |

### Finanční odměny
| Soutěž                                | Soutěž       | vítězky   | finalistky | semifinalistky | čtvrtfinalistky | 16 v kole | 32 v kole | 48 v kole | Q2      | Q1      |
| ------------------------------------- | ------------ | --------- | ---------- | -------------- | --------------- | --------- | --------- | --------- | ------- | ------- |
| dvouhra                               | [ 5 ] [ 11 ] | 164 000 $ | 101 000 $  | 51 085 $       | 25 550 $        | 12 900 $  | 7 975 $   | 6 400 $   | 4 080 $ | 2 040 $ |
| čtyřhra                               | [ 10 ]       | 54 300 $  | 33 000 $   | 19 160 $       | 9 480 $         | 6 000 $   | —         | —         | —       | —       |
| částky ve čtyřhře jsou uváděny na pár |              |           |            |                |                 |           |           |           |         |         |

## Ženská dvouhra

### Nasazení
| Stát                           | Hráčka                   | WTA | Nasazení |
| ------------------------------ | ------------------------ | --- | -------- |
| USA                            | Jessica Pegulaová        | 4.  | 1.       |
| USA                            | Madison Keysová          | 5.  | 2.       |
| Čína                           | Čeng Čchin-wen           | 9.  | 3.       |
| USA                            | Emma Navarrová           | 10. | 4.       |
| Austrálie                      | Darja Kasatkinová        | 12  | 5        |
|                                | Diana Šnajderová         | 13. | 6.       |
| USA                            | Danielle Collinsová      | 15. | 7.       |
| USA                            | Amanda Anisimovová       | 17. | 8.       |
|                                | Jekatěrina Alexandrovová | 20. | 9.       |
| Kazachstán                     | Julia Putincevová        | 24. | 10.      |
| Lotyšsko                       | Jeļena Ostapenková       | 25. | 11.      |
| Polsko                         | Magdalena Fręchová       | 27. | 12.      |
| Belgie                         | Elise Mertensová         | 28. | 13.      |
|                                | Anna Kalinská            | 33. | 14.      |
| USA                            | Ashlyn Kruegerová        | 40. | 15.      |
| USA                            | Peyton Stearnsová        | 43. | 16.      |
| Švýcarsko                      | Belinda Bencicová        | 45. | 17.      |
| Žebříček WTA k 17. březnu 2025 |                          |     |          |

### Jiné formy účasti
Následující hráčky obdržely divokou kartu do hlavní soutěže:
- Lauren Davisová
- Maria Mateasová
- Marina Stakusicová
- Heather Watsonová

Následující hráčky postoupily z kvalifikace:
- Louisa Chiricová
- Jamie Loebová
- Caty McNallyová
- Katherine Sebovová
- Iryna Šymanovičová
- Čang Šuaj

Následující hráčka postoupila z kvalifikace jako šťastná poražená:
- Kjóka Okamurová

### Odhlášení
před zahájením turnaje
- Paula Badosová → nahradila ji Anna Blinkovová
- Lucia Bronzettiová → nahradila ji Erika Andrejevová
- Magdalena Fręchová → nahradila ji  Kjóka Okamurová
- Beatriz Haddad Maiová → nahradila ji  Olivia Gadecká
- Magda Linetteová → nahradila ji  Harriet Dartová
- Majar Šarífová → nahradila ji  Hailey Baptisteová
- Lulu Sunová → nahradila ji  Bernarda Peraová
- Renata Zarazúová → nahradila ji  Ajla Tomljanovićová

## Ženská čtyřhra

### Nasazení
| Stát                                                                       | Hráčka               | Stát        | Hráčka                 | WTA | Nasazení |
| -------------------------------------------------------------------------- | -------------------- | ----------- | ---------------------- | --- | -------- |
| Lotyšsko                                                                   | Jeļena Ostapenková   | Nový Zéland | Erin Routliffeová      | 8.  | 1.       |
| Čínská Tchaj-pej                                                           | Čan Chao-čching      |             | Veronika Kuděrmetovová | 25. | 2.       |
| USA                                                                        | Caroline Dolehideová | USA         | Desirae Krawczyková    | 35. | 3.       |
| USA                                                                        | Sofia Keninová       | Ukrajina    | Ljudmyla Kičenoková    | 36. | 4.       |
| Žebříček WTA k 17. březnu 2025; číslo je součtem umístění obou členek páru |                      |             |                        |     |          |

### Jiné formy účasti
Následující pár obdržel divokou kartu:
- Maria Mateasová /  Alana Smithová

Následující pár nastoupil pod žebříčkovou ochranou:
- Hailey Baptisteová /  Caty McNallyová

## Přehled finále

### Ženská dvouhra
- Jessica Pegulaová vs.  Sofia Keninová, 6–3, 7–5

### Ženská čtyřhra
- Jeļena Ostapenková /  Erin Routliffeová vs.  Caroline Dolehideová / , Desirae Krawczyková 6–4, 6–2